# Ноелія Перес Пеньяте
Ноелія Перес Пеньяте (ісп. Noelia Pérez Peñate; нар. 6 грудня 1972) — колишня іспанська тенісистка.
Найвищу одиночну позицію світового рейтингу — 121 місце досягла 3 серпня 1992, парну — 165 місце — 10 жовтня 1994 року.

## Фінали ITF

### Одиночний розряд (0–5)
| Легенда                   |
| ------------------------- |
| турніри $50,000 / $60,000 |
| турніри $25,000           |
| турніри $10,000 / $15,000 |

| Результат | Ранг | Дата           | Турнір              | Покриття | Суперниця                 | Рахунок  |
| --------- | ---- | -------------- | ------------------- | -------- | ------------------------- | -------- |
| Поразка   | 1.   | 29 липня 1991  | Ла-Корунья, Іспанія | Ґрунт    | Барбара Колле             | 3–6, 4–6 |
| Поразка   | 2.   | 8 грудня 1991  | Гавр, Франція       | Ґрунт    | Крісті Богерт             | 1–6, 4–6 |
| Поразка   | 3.   | 13 квітня 1992 | Салерно, Італія     | Ґрунт    | Катержина Крупова-Шишкова | 2–6, 3–6 |
| Поразка   | 4.   | 11 липня 1994  | Віго, Іспанія       | Тверде   | Сільвія Рамон-Кортес      | 3–6, 1–6 |
| Поразка   | 5.   | 29 серпня 1994 | Стамбул, Туреччина  | Тверде   | Тетяна Панова             | 2–6, 2–6 |

### Парний розряд (0–1)
| Результат | Ранг | Дата           | Турнір          | Покриття | Партнерка               | Суперниці                         | Рахунок       |
| --------- | ---- | -------------- | --------------- | -------- | ----------------------- | --------------------------------- | ------------- |
| Поразка   | 1.   | 28 лютого 1994 | Мадрид, Іспанія | Ґрунт    | Вірхінія Руано Паскуаль | Ванесса Кастельяно Йоланда Клемот | 6–2, 3–6, 1–6 |